# Pat Flaherty
|  | Per a altres significats, vegeu «Pat Flaherty (actor)». |

Pat Flaherty (6 de gener del 1926, Glendale (Califòrnia) - 9 d'abril del 2002, Oxnard, Califòrnia) fou un pilot de curses automobilístiques estatunidenc. Flaherty va córrer a la Champ Car a les temporades 1950, 1953-1956, 1958 i 1963 incloent-hi la cursa de les 500 milles d'Indianapolis dels anys 1950, 1953-1956 i 1959.

## Resultats a la Indy 500
| Any    | Cotxe  | Sortida | Vel. mitja | Ranking | Final           | Voltes | V. líder | Retirat    |
| ------ | ------ | ------- | ---------- | ------- | --------------- | ------ | -------- | ---------- |
| 1950   | 59     | 11      | 129.608    | 30      | 10              | 135    | 0        | Va acabar  |
| 1953   | 77     | 24      | 135.668    | 27      | 22              | 115    | 0        | Accident   |
| 1954   | 38     | -       | -          | -       | Cotxe compartit | 110    | ?        | Accident   |
| 1955   | 89     | 12      | 140.149    | 8       | 10              | 200    | 0        | Va acabar  |
| 1956   | 8      | 1       | 145.596    | 1       | 1               | 200    | 127      | Va GUANYAR |
| 1959   | 64     | 18      | 142.399    | 21      | 19              | 162    | 11       | Accident   |
| Totals | Totals | Totals  | Totals     | Totals  | Totals          | 812    | 138      |            |

| Curses       | 5   |
| Poles        | 1   |
| Voltes líder | 138 |
| Victòries    | 1   |
| Top 5        | 1   |
| Top 10       | 3   |
| Retirades    | 2   |

## A la F1
El Gran Premi d'Indianapolis 500 va formar part del calendari del campionat del món de la Fórmula 1 entre les temporades 1950 a la 1960.
Els pilots que competien a la Indy durant aquests anys també eren comptabilitats pel campionat de la F1.
Pat Flaherty va participar en 6 curses de F1, debutant al Gran Premi d'Indianapolis 500 del 1950.
- Participacions: 6
- Poles: 1
- Voltes Ràpides: 0
- Victòries: 1
- Pòdiums: 1
- Punts vàlids per la F1: 8